# Camelobaetidius shepardi
Camelobaetidius shepardi är en dagsländeart som beskrevs av Lowell Fitz Randolph och Mccafferty 2001. Camelobaetidius shepardi ingår i släktet Camelobaetidius och familjen ådagsländor. Inga underarter finns listade i Catalogue of Life.